# Almási Albert
Almási Albert (Kisiratos, 1930. augusztus 31. –) magyar színész.

## Életpályája
Kisiratoson született, 1930. augusztus 31-én. Színészi diplomáját 1955-ben szerezte a Színház- és Filmművészeti Főiskolán. Pályáját az egri Gárdonyi Géza Színházban kezdte. 1956-tól a Békés Megyei Jókai Színház, 1958-tól Budapesten, egy-egy évadig a Petőfi Színház, illetve a Jókai Színház művésze volt. 1960-tól ismét Egerben játszott. 1962-től a Szegedi Nemzeti Színház, 1985-től a Veszprémi Petőfi Színház tagja volt. 1989-től nyugdíjba vonulásáig, 1992-ig a kecskeméti Katona József Színház tagja volt. Színpadon és filmen is általában karakterszerepekkel bízták meg.

## Fontosabb színházi szerepei
- William Shakespeare: A makrancos hölgy... Grumio, Petruchio szolgája
- William Shakespeare: Szeget szeggel... Escalus
- William Shakespeare: Sok hűhó semmiért... Galagonya
- William Shakespeare: Vízkereszt vagy amit akartok... Tengerészkapitány
- Eduardo De Filippo: Vannak még kísértetek... Rafael, a portás
- George Bernard Shaw: Szent Johanna... Stogumber
- Makszim Gorkij: Kispolgárok... Besszemenov
- Friedrich Dürrenmatt: A milliomosnő látogatása... Loby, vak
- Agatha Christie: A vád tanúja... Dr. Wyatt, rendőrségi orvosszakértő
- Karel Čapek: A rabló... A szomszéd
- Marcel Achard: A világ legszebb szerelme... Escargasse
- Kisfaludy Károly: A kérők... Baltafy kapitány
- Katona József: Bánk bán... Mikhál bán
- Krúdy Gyula – Kapás Dezső: A vörös postakocsi... Boldogtalan férfi; Öregúr
- Bíró Lajos: Sárga liliom... Náci, bőgőhordozó
- Darvas József: Hajnali tűz... Vidrák bácsi
- Móricz Zsigmond: Betyár... Lakatos Imre
- Móricz Zsigmond: Úri muri... Hulla János
- Illyés Gyula: Dupla vagy semmi... Zergevadász
- Karinthy Ferenc: Ezer év... Rózsa Elemér
- Csurka István: Megmaradni... Családfő
- Örkény István: Forgatókönyv... Novotni
- Tamási Áron: Tündöklő Jeromos... Marci
- Örsi Ferenc: Kilóg a lóláb... Mesélő
- Simon Magda: Százházas lakodalom... Szilágyi Imre
- Bárány Tamás: A második kakasszó... Bokor Bálint
- Földes Mihály: Két évi mátkaság... Józsi
- Földes Mihály: Örök szerelem... Púpos
- Lengyel Menyhért: A nagy fejedelem... Csortvay
- Schönthan fivérek – Kellér Dezső – Horváth Jenő – Szenes Iván: A szabin nők elrablása... Raposa Bogdán
- Babay József: Három szegény szabólegény... Pamut István
- Huszka Jenő: Lili bárónő... Becsey tiszttartó
- Huszka Jenő: Mária főhadnagy... Biccentő
- Ábrahám Pál: Viktória... Tokeramo
- Ábrahám Pál: Bál a Savoyban... Ernest, Celestin barátja
- Jacobi Viktor: Leányvásár... Simpson

## Filmek, tv
- Égi madár (1958)
- A harminckilences dandár (1959)
- Kölyök (1959)
- Virrad (1960)
- Alázatosan jelentem (1960)
- Isten őszi csillaga (1963)
- Sodrásban (1964)
- Zöldár (1965)
- Pokolrév (1969)
- Rózsa Sándor (sorozat)... Perzekutor
- Bors (sorozat)

Ujjé a ligetben című rész (1972)
- Naponta két vonat (1977)... Luka pályafelügyelő
- Legato (1978)
- Megtörtént bűnügyek (sorozat)

- Azon az éjszakán és az Iskolatársak voltak című rész (1976-77)
- Mese habbal (1979)
- Háromszoros halál (1979)
- Karcsi kalandjai (1980)
- A téglafal mögött (1980)
- Utolsó alkalom (1981)
- Nagy Anna, kis Anna (1983)
- Szerencsés Dániel (1983)
- Redl ezredes (1985)
- Sortűz egy fekete bivalyért (1985)
- Isten teremtményei (1986)
- Éjszaka (1989)... Paraszt
- Csapd le csacsi! (1991)